# Suzue Takayama
Suzue Takayama (en japonès 高山 鈴江 Takayama Suzue; Osaka, 12 de desembre de 1946) va ser una jugadora de voleibol japonesa que va competir durant la dècada de 1960.
El 1968 va prendre part en els Jocs Olímpics de Ciutat de Mèxic, on guanyà la medalla de plata en la competició de voleibol.